# Miodrag Jokić
Miodrag Jokić, srbski admiral, *  25. februar 1935, Donja Toplica, Kraljevina Jugoslavija, † 22. december 2022, Haag, Nizozemska.
Admiral Jugoslovanske vojne mornarice je bil marca 2004 obsojen pred Mednarodnim sodiščem za vojne zločine na območju nekdanje Jugoslavije za vojne zločine med obstreljevanjem Dubrovnika leta 1991; obsojen je bil na sedem let zapora.